# João Antônio de Vasconcelos
João Antônio de Vasconcelos (Valença, 1802 — Rio de Janeiro, 21 de novembro de 1880) foi um magistrado brasileiro.
Formado pela Faculdade de Direito de Olinda, em 1832, foi nomeado juiz da comarca do Brejo, em 1833. Transferido para Valença, em 1834, Caravelas, em 1842 e Salvador, em 1843. Era irmão de Zacarias de Góis e Vasconcelos, primeiro presidente da província do Paraná.
Nomeado desembargador na Bahia em 1852, foi depois presidente do tribunal a partir de 1864, até ser nomeado ministro do Supremo Tribunal de Justiça em 1875. Foi nomeado presidente do tribunal em 1880.
Foi presidente da província da Paraíba, nomeado por carta imperial de 20 de março de 1848, de 11 de maio de 1848 a 23 de janeiro de 1850.